# Кир'яков Сергій В'ячеславович
Сергій В'ячеславович Кир'яков (рос. Сергей Вячеславович Кирьяков, нар. 1 січня 1970, Орел) — російський футболіст, що грав на позиції нападника. По завершенні ігрової кар'єри — тренер. Майстер спорту СРСР (1988), майстер спорту СРСР міжнародного класу (1990).
Виступав, зокрема, за клуби «Динамо» (Москва) та «Карлсруе СК», а також національні збірні СРСР, СНД та Росії.

## Клубна кар'єра
Народився 1 січня 1970 року в місті Орел. Вихованець орловської футбольної школи «Спартак» і у 1982 році був визнаний найкращим гравцем на турнірі «Шкіряний м'яч») і Московської ЕШВСМ (експериментальна школа вищої спортивної майстерності). Перший тренер — Володимир Амелехін.
З 1986 по 1992 рік виступав за московське «Динамо». Разом з клубом став бронзовим призером чемпіонату СРСР 1990 року і чемпіонату Росії 1992 року.
У 1992 році їм зацікавився французький «Ланс», але в підсумку гравець перейшов у німецький «Карлсруе», де грав протягом шести років. У першому ж своєму матчі за німецьку команду Кир'яков відзначився хет-триком у ворота майбутнього чемпіона — «Вердера», а за підсумками сезону з 11 м'ячами став найкращим бомбардиром команди. Клуб зайняв 6-е місце (вище він більше вже не піднімався) в чемпіонаті і вперше в своїй історії потрапив в єврокубки. А сам Сергій потрапив в список номінантів на «Золотий м'яч», зайнявши в підсумковому голосуванні 21-е місце.
Сезон 1993/94 був ще кращим для Сергія — він відзначився 9 голами в чемпіонаті (ще по 2 голи було в Кубку Німеччини і Кубку УЄФА). 27 листопада 1993 року Кир'яков провів один з найкращих матчів у кар'єрі — у домашній грі проти «Боруссії» (Дортмунд) він забив 3 м'ячі протягом 20 хвилин 1-го тайму і допоміг своїй команді здобути нічию в цьому поєдинку (3:3).
У Кубку УЄФА 1993/94 клуб виступив теж якісно — спершу здолавши ПСВ (2:1 за сумою двох матчів), потім — «Валенсію» (1:3 і 7:0), «Бордо» (3:1 за сумою двох матчів) і «Боавішту» (2:1 за сумою двох матчів). У фінал клуб потрапити не зміг, поступившись у півфіналі австрійському «Казино СВ» за різницею забитих голів в гостях (1:1).
У наступних трьох сезонах Кир'яков не відрізнявся результативністю. У 1995 році «Карлсруе» став фіналістом Кубка Німеччини. У сезоні 1997/98 Сергій практично не грав, а «Карлсруе» вилетів з Бундесліги. Кир'яков не захотів грати в другому дивізіоні і перейшов в «Гамбург», де так само в першому сезоні зміг відзначитися хет-триком. Однак по закінченні сезону Кир'яков перебрався в клуб Другої Бундесліги — «Теніс Боруссію» з Берліна, щоб грати під проводом Вінфріда Шефера, з яким він довго працював у «Карлсруе». Однак після закінчення сезону 1999/00 клуб позбавили ліцензії, а гравці стали вільними агентами.
З 2001 по 2003 роки Кир'яков виступав у Китаї за клуби «Юньнань Хунта» та «Шаньдун Лунен», після чого завершив грати на професійному рівні.

## Виступи за збірні
До збірної СРСР Сергій почав запрошуватися для участі в юнацьких та молодіжних турнірах, де досяг успіху: збірна СРСР в 1988 році виграла спершу чемпіонат Європи серед юнацьких команд (до 19), а в 1990 році з командою до 21 року — чемпіонат Європи серед молодіжних команд. За виграш у 1990 році всі гравці команди отримали звання майстрів спорту міжнародного класу. Був учасником чемпіонату світу з футболу серед молодіжних команд в 1989 році — відзначився 2 голами в чвертьфіналі проти збірної Нігерії (4:4, 3:5 по пенальті).
У складі національної збірної СРСР зіграв лише один матч у 1989 році — товариську гру проти збірної Польщі, в якій відзначився голом через дві хвилини після виходу на заміну.
У 1992 році в складі збірної СНД брав участь у чемпіонаті Європи 1992 року у Швеції, замість вже неіснуючої збірної СРСР, яка пройшла відбір на цей турнір. У матчі з Нідерландами в результаті одного із зіткнень з Рональдом Куманом отримав травму.
Після цього став виступати за новостворену збірну Росії. Був одним з авторів «Листа чотирнадцяти», через що не зміг поїхати на чемпіонат світу 1994 року. Проте потім повернувся в збірну країни і брав участь у чемпіонаті Європи 1996 в Англії, де був відрахований з команди через конфлікт з головним тренером Олегом Романцевим.
У збірну зміг повернутися тільки в 1998 році, але брав участь тільки в товариських іграх. Всього протягом кар'єри у національній команді, яка тривала 6 років, провів у формі головної команди країни 37 матчів, забивши 14 голів.
У 2005 році був гравцем збірної Росії з пляжного футболу.

## Кар'єра тренера
Після закінчення кар'єри футболіста працював у структурі клубу «Карл Цейсс», де займався питаннями трансферної політики клубу. Пробував себе в статусі телекоментатора.
У 2006 році став наставником даугавпілського «Діттона». У 2008 році був тренером футбольного клубу «Орел». У 2009 році увійшов в штаб молодіжної збірної Росії, а в грудні 2012 року став головним тренером юнацької збірної (юнаки 1997 року народження).
6 жовтня 2016 року очолив клуб російської Прем'єр-ліги «Арсенал» (Тула). Протягом недовгого перебування на посаді головного тренера мав конфлікт з уболівальниками клубу, які не раз піддавали тренера критиці. Відзначався різкими заявами на адресу фанатів, і навіть незважаючи на те, що зумів зберегти команду в Прем'єр-лізі, після закінчення сезону не зміг втриматися на посаді, оскільки керівництво не продовжило з Кир'яковим контракт.

## Титули і досягнення
- Чемпіон Європи серед юнацьких команд (до 19): 1988
- Чемпіон Європи (U-21): 1990
- Бронзовий призер чемпіонату СРСР: 1990
- Бронзовий призер чемпіонату Росії: 1992
- Перший у пострадянський час російський футболіст, який увійшов до числа найкращих футболістів Європи за версією France Football[16] і у списку претендентів на Золотий м'яч 1993 року розділив 21-е місце з італійцями Діно Баджо і Джузеппе Сіньйорі, англійцем Девідом Платом і французом Франком Созе).
- Володар Кубка Інтертото: 1996

## Статистика

### Клубна
| Сезон   | Команда             | Чемпіонат        | Чемпіонат | Чемпіонат | Кубок | Кубок | Міжн. | Міжн. | Інші | Інші  |
| Сезон   | Команда             | Ліга             | Ігор      | Голів     | Ігор  | Голів | Ігор  | Голів | Ігор | Голів |
| ------- | ------------------- | ---------------- | --------- | --------- | ----- | ----- | ----- | ----- | ---- | ----- |
| 1985    | СК ФШМ Москва       | Друга ліга       | 1         | 0         | 0     | 0     | —     | —     | —    | —     |
| 1986    | «Динамо-д» (Москва) | Друга ліга       | 1         | 0         | —     | —     | —     | —     | —    | —     |
| 1986    | Динамо (Москва)     | Вища ліга        | 0         | 0         | 0     | 0     | —     | —     | —    | —     |
| 1987    | Динамо (Москва)     | Вища ліга        | 7         | 1         | 2     | 0     | 1     | 0     | 2    | 0     |
| 1987    | «Динамо-д» (Москва) | Друга ліга       | 19        | 4         | —     | —     | —     | —     | 1    | 0     |
| 1988    | Динамо (Москва)     | Вища ліга        | 9         | 0         | 0     | 0     | —     | —     | —    | —     |
| 1988    | «Динамо-д» (Москва) | Друга ліга       | 11        | 2         | —     | —     | —     | —     | —    | —     |
| 1989    | Динамо (Москва)     | Вища ліга        | 20        | 1         | 2     | 0     | —     | —     | 3    | 1     |
| 1989    | «Динамо-д» (Москва) | Друга ліга       | 5         | 1         | —     | —     | —     | —     | —    | —     |
| 1990    | Динамо (Москва)     | Вища ліга        | 22        | 3         | 6     | 1     | —     | —     | —    | —     |
| 1991    | Динамо (Москва)     | Вища ліга        | 25        | 3         | —     | —     | 5     | 2     | —    | —     |
| 1992    | Динамо (Москва)     | Вища ліга        | 8         | 1         | 2     | 0     | —     | —     | —    | —     |
| 1992/93 | Карлсруе            | Бундесліга       | 29        | 11        | 4     | 0     | —     | —     | —    | —     |
| 1993/94 | Карлсруе            | Бундесліга       | 32        | 9         | 3     | 2     | 9     | 2     | —    | —     |
| 1994/95 | Карлсруе            | Бундесліга       | 31        | 2         | 4     | 2     | —     | —     | —    | —     |
| 1995/96 | Карлсруе            | Бундесліга       | 29        | 4         | 4     | 1     | 2     | 0     | —    | —     |
| 1996/97 | Карлсруе            | Бундесліга       | 19        | 3         | 4     | 0     | 5     | 0     | —    | —     |
| 1997/98 | Карлсруе            | Бундесліга       | 5         | 0         | —     | —     | —     | —     | —    | —     |
| 1998/99 | «Гамбург»           | Бундесліга       | 29        | 5         | 3     | 1     | —     | —     | —    | —     |
| 1999/00 | Теніс-Боруссія      | Друга Бундесліга | 28        | 3         | 2     | 0     | —     | —     | —    | —     |
| 2001    | Юньнань Хунта       | Цзя-А Ліга       | 22        | 13        | —     | —     | —     | —     | —    | —     |
| 2002    | Юньнань Хунта       | Цзя-А Ліга       | 25        | 5         | —     | —     | —     | —     | —    | —     |
| 2003    | Шаньдун Лунен       | Цзя-А Ліга       | 20        | 8         | —     | —     | —     | —     | —    | —     |

### Тренерська
Станом на 31 Травня 2017 року
| Діттон           | Латвія | 2006          | 2006           | 28  | 10 | 8  | 10 | 35,71 |
| Орел             | Росія  | 2008          | 2008           | 34  | 9  | 11 | 14 | 26,47 |
| Росія U-17       | Росія  | 2012          | 2016           | 40  | 23 | 9  | 8  | 57,5  |
| «Арсенал» (Тула) | Росія  | 6 жовтня 2016 | 31 травня 2017 | 21  | 6  | 3  | 12 | 28,57 |
| Всього           | Всього | Всього        | Всього         | 123 | 48 | 31 | 44 | 39,02 |

## Особисте життя
Молодший брат Єгор також був професіональним футболістом і грав за «Динамо» (Москва).
Сергій був двічі одружений, від першого шлюбу має дочку. У другому шлюбі є син і дочка.